# Bedrijfstemperatuur
Onder bedrijfstemperatuur wordt het meest optimale temperatuurbereik verstaan waarbinnen elektrische, elektronische, elektromechanische of mechanische apparaten werken. 
Apparaten werken het meest efficiënt binnen een specifiek bereik, wat afhangt van de functie en toepassing. Buiten de bedrijfstemperatuur zullen de prestaties van een apparaat gedeeltelijk of geheel niet meer volgens de specificaties van de fabrikant werken, wat ook invloed kan hebben op het onderhoud, slijtage en de levensduur.

## Voorbeelden
De meeste commerciële apparaten hebben een bedrijfstemperatuur tussen de 0 °C en 70 °C, die van industriële apparaten liggen meestal tussen de -40 °C en 85 °C. Militaire apparatuur vereist een nog groter bereik tussen de −55 ° en 125 °C.
- Automotor: 80 °C tot 120 °C
- Batterij: -20 °C tot 65 °C
- Computer: 0 °C tot 40 °C
- Processor: 0 °C tot 65 °C
- Spaarlamp: -20 °C tot 45 °C
- Zonnepaneel: -40 °C tot 85 °C